# Vodule (Hydrachna)
Vodule (Hydrachna sp.) je roztoč žijící v malých vodních nádržích.

## Popis
Vodule je dlouhá pouhé 3 mm a má červenohnědé zbarvení. Tělo je vysoko vyklenuté.

## Zajímavosti
Vodule se dají od sebe jen těžko rozeznat. Všechny druhy jsou dobrými plavci. Vyjma vodoucha stříbřitého jsou to jediní pavoukovci, kteří dokáží stále žít ve vodě. Napadné jsou také svítivě červené druhy rodu Hydrodroma. V určitém vývojovém stádiu parazituje na vážce ploské.